# Richie Incognito
(en) Statistiques sur pro-football-reference
Richard Dominick Incognito Jr (né le 5 juillet 1983 à Englewood) est un joueur professionnel américain de football américain qui a evolué au poste d'offensive guard au sein de la National Football League (NFL) pendant quinze saisons.

## Biographie

### Enfance
Incognito étudie à la Mountain Ridge High School de Glendale. Il est nommé All-America comme homme de la ligne offensive. Il est finaliste du titre de meilleur joueur de l'Arizona.

### Carrière universitaire
Il entre à l'université du Nebraska où il commence à jouer en 2002. Il participe à tous les matchs de la saison 2002. En fin de saison 2003, après avoir joué tous les matchs au poste d'offensive tackle, il est sélectionné dans l'équipe-type de la conférence Big 12. En 2004, Incognito s'entraîne au poste de centre mais il est suspendu par les entraîneurs des Cornhuskers à la suite d'incidents survenus en dehors du terrain. Il décide de quitter l'université du Nebraska et s'engage avec celle de l'Oregon mais le règlement de la NCAA lui interdit de jouer pour sa nouvelle université.

### Carrière professionnelle

#### NFL Scouting Combine
Lors du NFL Scouting Combine 2005, Incognito impressionne les scouts en y étant le joueur le plus fort et le plus explosif. Cependant, il trébuche pendant un exercice et se blesse au genou.
La blessure s'avère par la suite être une entorse mineure qui n'aura aucun effet à long terme. Malgré ses qualités physiques impressionnantes, les scouts d'ESPN relèvent que « son incapacité à contrôler ses émotions à la fois sur et en dehors du terrain constitue un problème assez important pour qu'il ne puisse être sélectionné avant les derniers tours de la draft ». Quelques années plus tard, Scott Pioli (en), directeur général des Chiefs de Kansas City et ancien directeur du personnel chez les Patriots de la Nouvelle-Angleterre en 2005, déclare à ce propos qu'il n'avait pas envisagé de sélectionner Incognito à l'époque et qu'il ne voudrait pas de lui actuellement à Kansas City. Pioli était pourtant réputé pour avoir sélectionné par le passé des joueurs à problèmes. À la même époque, Tony Dungy, ancien entraîneur des Colts d'Indianapolis, avait déclaré qu'Incognito était en 2005 sur la liste « DNDC » des Colts ("ne pas sélectionner pas à cause de son caractère").
| Taille             | Poids           | Bras | Main | Sprint   | Sprint   | Sprint   | Shuttle 20 yards | 3 cones drill | Détente   | Détente     | Développé couché | Test Wonderlic |
| Taille             | Poids           | Bras | Main | 40 yards | 10 yards | 20 yards | Shuttle 20 yards | 3 cones drill | verticale | horizontale | Développé couché | Test Wonderlic |
| 1,91 m (6 ft 3¼in) | 138 kg (305 lb) | -    | -    | 4,84 s   | 1,72 s   | 2,85 s   | -                | -             | -         | -           | 29 reps          | 32             |

#### Rams de St-Louis (2005-2009)
Richie Incognito est sélectionné en 81e choix global lors du troisième tour de la draft 2005 de la NFL par la franchise des Rams de Saint-Louis.
Lors de son année rookie en 2005, il est placé sur la liste des joueurs réservistes non signé des Rams (reserved/unsigned list) jusqu'en 3e semaine et ensuite sur la liste des blessés hors football (non-football injury list) pour le reste de la saison.
En 2006, il joue à trois positions différentes tous les matchs de la saison à la suite d'une hécatombe de blessures au sein de la ligne offensive des Rams.
Il a bloqué en attaque permettant à son quarterback de gagner 4 000 yards à la passe, à son running back de gagner 1 500 yards à la course à deux wide receiver de gagner chacun 1 000 yards. L'attaque des Rams devient ainsi une des quatre de l'histoire de la NFL à accomplir cet exploit.
En 2007, il reste inactif pendant les quatre premiers matchs, joue ensuite quatre matchs au poste de right guard mais se blesse début novembre au genou ce qui met un terme à sa saison. Cependant, il est révélé plus tard qu'il faisait la fête tous les soirs pendant sa rééducation.
En 2008, il est désigné titulaire au poste de guard et joue l'ensemble des matchs. Il joue également quelquefois au poste de centre. Le 17 octobre, il reçoit trois amendes pour un montant total de 35 000 $ après le match contre les Redskins de Washington. Ces amendes sont la conséquence d'un face mask assez violent, d'un bloc illégal (chop bloc) et d'abus de langage répété envers l'arbitre lors d'une tentative de field goal. La dernière pénalité n'avait pas été appelée pendant le match, mais fut détectée lors d'une revue vidéo. Le comportement d'Incognito a failli coûter la victoire à son équipe puisqu'une pénalité de 15 yards pour une faute personnelle fut sifflée juste avant la tentative de field goal. Malgré les 15 yards de pénalité le field goal est réussi et permet aux Rams de remporter le match. Incognito faisait partie de la ligne offensive qui a accordé 45 sacks sur la saison. Bien que cette statistique la classait comme la 10e pire ligne de la ligue en termes de sacks concédés, elle était la meilleure des Rams depuis la saison 2003.
Après la saison 2008, il est considéré comme restricted free agent (transférable sous conditions) mais continue à s'entraîner avec les Rams pendant l'inter saison. Le 17 avril 2009, Saint-Louis lui propose une prolongation de contrat d'un an pour un montant d'un million de dollars qu'il signe le 3 mai.
Il commence les neuf matchs qu'il joue en 2009 comme titulaire. Le 13 décembre lors de la première mi-temps du match perdu 7 à 47 contre les Titans du Tennessee, son équipe est sanctionnée de deux fois 15 yards après qu'Incognito ait frappé des joueurs adverses. L'entraîneur principal Steve Spagnuolo (en) le laisse sur le banc toute la seconde mi-temps et une dispute houleuse survient entre eux le long de la touche. C'est la deuxième fois qu'Incognito est placé sur le banc parce qu'il perd son sang-froid puisqu'il avait été retiré du terrain lors du match d'ouverture de la saison contre Seattle à la suite de deux fautes personnelles. L'incident lors du match contre les Titans sera celui de trop et le 15 décembre il est libéré par la franchise.
En 2013, l'ancien manager général des Rams Billy Devaney (en) déclare à ESPN que Spagnuolo avait donné plusieurs chances à Incognito de se faire pardonner et qu'il l'avait prévenu que les Rams couperaient les liens avec lui s'il ne pouvait pas contrôler sa colère.
La NFL infligera une amende de 50 000 $ pour les deux fautes personnelles d'Incognito et elle lui adressera un courrier prévenant Incognito qu'un prochain comportement déviant serait sanctionné plus sévèrement (suspension).
Pendant son séjour chez les Rams de 2006 à 2009, Incognito a commis 38 fautes pénalisant son équipe dont sept à la suite de violences inutiles (unnecessary roughness) soit plus que tout autre joueur de la NFL pendant cette période.

#### Bills de Buffalo (2009)
Le 16 décembre, il signe avec les Bills de Buffalo,.
Il débute les trois derniers matchs de la saison comme titulaire au poste de right guard. Par ses blocs, il permet au running back Fred Jackson de gagner 212 yards à la course lors du match joué le 3 janvier contre les Colts d'Indianapolis.
Après la saison, il devient agent libre limité (restricted free agent) et les Bills décident de ne pas le re-signer.

#### Dolphins de Miami (2010-2013)
Le 17 mars 2010, il signe un contrat d'un an avec les Dolphins de Miami afin de contribuer à renforcer leur ligne offensive. Il joue les seize match de la saison au poste d'offensive guard ainsi qu'au poste de centre. Selon Pro Football Focus, il est classé dans le Top 20 des meilleurs bloqueurs du pays.
En 2011, Incognito signe un nouveau contrat de trois ans avec les Dolphins. Incognito dispute quinze matchs n'accordant qu' 1 ½ sack sur toute la saison.
Il débute les seize matchs de la saison 2012 au poste de left guard. À l'issue de la saison, Incognito est sélectionné pour disputer son premier Pro Bowl. Il remporte également le Good Guy Award 2012 aux côtés de son coéquipier Reggie Bush décerné par la Pro Football Writers Association (en) dans chaque ville hébergeant une franchise NFL au(x) joueur(x) ayant qui aide(nt) le mieux les médias à faire leur travail.
Le 3 novembre 2013, les Dolphins suspendent Incognito à la suite d'un mauvais comportement envers son coéquipier Jonathan Martin (en) lequel avait quitté la franchise une semaine auparavant, ce mauvais comportement ayant été préjudiciable à l'équipe. En 2015, Jonathan Martin déclare à ce sujet sur sa page Facebook qu'il a été victime d’intimidations pendant la saison 2012 émanant de certains coéquipiers des Dolphins de Miami, dont Richie Incognito. Le 4 février 2014, sa suspension est levée.

#### Bills de Buffalo (2015-2017)
N'ayant disputé aucun match au cours de la saison 2014, Incognito signe comme agent libre chez les Bills de Buffalo le 7 février 2015. Il débute les seize matchs comme titulaire et participe à l'ensemble des actions offensives de son équipe. Il est classé comme second meilleur guard de la NFL et comme meilleur guard par le site Pro Football Focus. Au terme de la saison régulière 2015, il est sélectionné pour jouer son second Pro Bowl mais cette fois comme remplaçant. Il est classé 97e meilleur joueur de la NFL par ses pairs.
Le 8 mars 2016, Incognito signe un nouveau contrat portant sur trois ans pour un montant de 15,75 millions de $ avec les Bills. Au terme de la saison 2016, il est sélectionné pour son troisième Pro Bowl.
Le 19 décembre 2017, Incognito est sélectionné pour son quatrième Pro Bowl après avoir joué les seize matchs de la saison au poste de guard gauche. Le lendemain de la défaite des Bills 3 à 10 contre les Jaguars de Jacksonville lors du tour de wild card des playoffs de l'AFC, Incognito est accusé par Yannick Ngakoue, defensive end des Jaguars, de lui avoir proféré des insultes raciales pendant le match,.
Après la fin de saison, Incognito annonce qu'il a l'intention de prendre sa retraite de la NFL signalant qu'une récente visite chez le médecin avait révélé qu'il souffrait d'insuffisance hépatique et rénale conséquence au stress. Incognito a également exprimé son mécontentement concernant une restructuration de contrat qui l'aurait lié avec les Bills jusqu'en 2018, notant qu'il avait donné aux Bills jusqu'au 15 avril pour lui faire une offre susceptible de reporter sa retraite pour une saison de plus. Deux jours plus tard, les Bills placent officiellement Incognito sur la liste des réservistes retraités (reserve/retired list).
Le 13 avril 2018, Incognito annonce qu'il a changé d'avis et qu'il sera aux entraînements le 16 avril 2018. Il ne s'y présente finalement pas et les Bills continuent de le maintenir dans la liste des joueurs retraités. Incognito signale alors qu'il ne veut plus jouer pour les Bills et exige qu'il soit libéré de son contrat. Les Bills lui répondent qu'il doit pour ce faire obtenir l'accord du commissaire de la ligue Roger Goodell. Le 21 mai 2018, les Bills le retirent finalement de cette liste.

#### Raiders de Las Vegas (2019-2021)
Le 28 mai 2019, alors qu'il n'a pas joué un seul match en 2018, il signe un contrat d'un an avec les Raiders de Las Vegas,.
Le 12 juillet 2019, la NFL suspend Incognito pour deux matchs pour avoir enfreint la politique de bonne conduite personnelle de la ligue, découlant d'un incident survenu l'année dernière dans un salon funéraire en Arizona. Il est réintégré le 16 septembre, les Raiders ayant obtenu une exemption d'insertion dans le roster final pour lui et est placé sur la liste des joueurs actifs le lendemain.
Le 30 décembre 2019, il signe une extension de contrat de deux ans avec les Raiders pour un montant de 14 millions de $.
Le 23 septembre 2020, Incognito est placé sur la liste des blessés avec une blessure au tendon d'Achille. Il subit une chirurgie au pied le 23 novembre 2020, mettant un terme à sa saison. Il est libéré le 9 mars 2021. Le 24 mars 2021, il est engagé à nouveau par les Raiders en signant un nouveau contrat d'un an d'un montant de 2,6 millions de dollars dont 1,1 million de dollars garantis.
Il manque les deux premières parties de la saison 2021 en raison d'une blessure au mollet subi pendant une pratique conjointe avec les Rams de Los Angeles le 19 août 2021. Il est placé sur la liste des blessés le 25 septembre 2021.
Il annonce prendre sa retraite le 15 juillet 2022.

## Palmarès
- NCAA :
  - Équipe des freshman (étudiant de seconde année) All-American selon Sporting News : 2002
  - Mention honorable de la conférence Big 12 : 2002
  - Sélectionné dans l'équipe-type de la conférence Big 12 : 2003
- NFL
  - Sélectionné au Pro Bowl : 2013, 2016, 2017 et 2018
  - Good Guy Award : 2012